# Рей Гаррігаузен
Рей Гаррігаузен (англ. Ray Harryhausen, 1920-2013) — американський кінопродюсер, сценарист, постановник спецефектів.

## Життєпис
Народився 29 червня 1920 року у Лос-Анджелесі. На тринадцятирічного Рея вплинув фільм «Кінг-Конг» (1933). Підлітком Рей відвідував клуб любителів наукової фантастики, де познайомився з людьми, які стали його друзями на все життя: Реєм Бредбері і Форрестом Еккерманом. Дружина Гарріхаузена Діана була нащадком знаменитого шотландського дослідника Девіда Лівінгстона.
Після другої світової війни Гаррігаузен отримав доступ до 300 метрів невикористаних військових фільмів і зробив серію короткометражок, які допомогли йому отримати роботу у Вілліса О'Бріена. Рей починав свою кар'єру, допомагаючи Віллісу О'Бріену в роботі над картиною «Могутній Джо Янг» (1949), де зробив 85% всієї роботи. У картині «Чудовисько з глибин океану» (1953) у восьминога тільки шість щупалець, так як на сьому у творців фільму не вистачило грошей з 200-тисячного бюджету. Його нереалізовані проекти: картини «Війна світів» (1953) і «Пригоди барона Мюнхгаузена» (1988), для яких він робив тестові спецефекти.

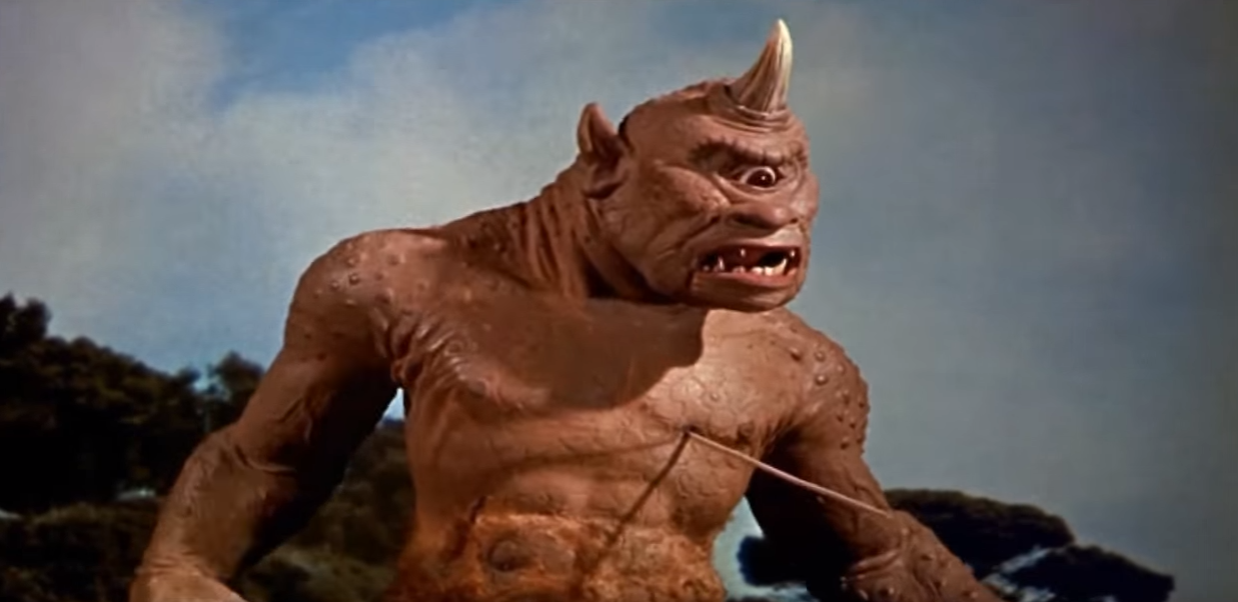
Циклоп із фільму "Сьома подорож Синбада"

Робота над картиною «Сьома подорож Синбада» (1958) зайняла у Рея майже два роки, так як він працював лише сам. Аналогічно довго йшла у нього робота над картиною «Ясон і аргонавти» (1963), де він за робочий день знімав півсекунди екранного часу. Сам Гаррігаузен вважав його своїм найкращим фільмом.
У 1992 році Рей Гаррігаузен отримав почесний «Оскар» і почесну нагороду «Сатурн» Академії фантастичних фільмів, фентезі та фільмів жахів США. Також він удостоївся нагороди «Сатурн» за анімацію в картині «Золота подорож Синбада» (1974) і почесного призу імені Джорджа Пела в 2006 році.
Рей був номінований на приз «Сатурн» за спецефекти до картини «Зіткнення титанів» (1981). У 1995 році був удостоєний почесної нагороди на міжнародному кінофестивалі в Сітджесі. У Рея Гаррігаузена є зірка на Алеї слави.

## Фільмографія
| Рік  | Українська назва                   | Оригінальна назва                    | Роль                        | Примітки   |
| ---- | ---------------------------------- | ------------------------------------ | --------------------------- | ---------- |
| 1942 | Як з'єднати ущелину                | How to Bridge a Gorge                | продюсер                    | мультфільм |
| 1942 | Тюльпани повинні вирости           | Tulips Shall Grow                    | аніматор                    | мультфільм |
| 1943 | Гвадалканал                        | Guadalcanal                          | режисер                     | мультфільм |
| 1946 | Історії матері гуски               | Mother Goose Stories                 | продюсер                    | мультфільм |
| 1949 | Могутній Джо Янг                   | Mighty Joe Young                     | перший технік               |            |
| 1949 | Історія Червоної Шапочки           | The Story of Little Red Riding Hood  | продюсер                    | мультфільм |
| 1951 | Історія Рапунцель                  | The Story of Rapunzel                | продюсер                    | мультфільм |
| 1951 | Історія Гензеля та Гретель         | The Story of Hansel and Gretel       | продюсер                    | мультфільм |
| 1953 | Чудовисько з глибини 20 000 сажнів | The Beast from 20,000 Fathoms        | спецефекти                  |            |
| 1953 | Історія короля Мідаса              | The Story of King Midas              | продюсер                    | мультфільм |
| 1955 | Це прибуло з дна моря              | It Came from Beneath the Sea         | спецефекти                  |            |
| 1956 | Світ тварин                        | The Animal World                     | спецефекти                  |            |
| 1956 | Земля проти літаючих тарілок       | Earth vs. the Flying Saucers         | спецефекти                  |            |
| 1957 | 20 мільйонів миль від Землі        | 20 Million Miles to Earth            | спецефекти                  |            |
| 1958 | Сьома подорож Сіндбада             | The Seventh Voyage Of Sinbad         | продюсер, спецефекти        |            |
| 1960 | Три світи Гуллівера                | The Three Worlds of Gulliver         | спецефекти                  |            |
| 1961 | Таємничий острів                   | Mysterious Island                    | спецефекти                  |            |
| 1963 | Ясон і аргонавти                   | Jason and the Argonauts              | продюсер, спецефекти        |            |
| 1964 | Перші люди на Місяці               | First Men in the Moon                | продюсер, спецефекти        |            |
| 1966 | Мільйон років до нашої ери         | One Million Years B.C.               | спецефекти                  |            |
| 1969 | Долина Гвангі                      | The Valley of Gwangi                 | продюсер, спецефекти        |            |
| 1973 | Золота подорож Сіндбада            | The Golden Voyage of Sinbad          | продюсер, спецефекти        |            |
| 1977 | Сіндбад і око тигра                | Sinbad and the Eye of the Tiger      | продюсер, спецефекти        |            |
| 1981 | Битва титанів                      | Clash of the Titans                  | продюсер, спецефекти        |            |
| 2002 | Історія черепахи та зайця          | The Story of The Tortoise & the Hare | режисер, продюсер, аніматор | мультфільм |